# Холм-Цементовня
Холм-Цементовня (пол. Chełm Cementownia) — залізнична станція Польських державних залізниць (пол. PKP Polskie Linie Kolejowe) на лінії № 7 Варшава-Східна — Дорогуськ між станціями Холм-Східний  та Березно. Розташована у промисловій зоні біля Холмського цементного заводу, в однойменному повітовому місті Люблінського воєводства Польщі.

## Пасажирське сполучення
Платформа № 1 обслуговує регіональні поїзди у напрямку Дорогуська та Холма. Платформа № 2 — дерев'яна (наразі не використовується через поганий стан). Біля платформи № 1 колись розташовувався вокзал з квитковими касами та залом чекання. Згодом вокзал був закритий через занепад і зрештою знесений.